# Стана Ристић
Стана Ристић (Заовине, 1. јануар 1950) један је од ауторки великог Речника српскохрватског књижевног и народног језика Српске академије наука и уметности. Уредница је електронског часописа Лингвистичке актуелности и члан редакције часописа Наш језик.

## Биографија
Стана Ристић је рођена 1950. године, у селу Заовине на Тари, код Бајине Баште. Након завршене гимназије у Вишеграду, завршава Вишу педагошку школу у Ужицу добивши награду као студент године. Као наставница српског језика ради једно време у Рогачици. Затим одлази за Београд, где завршава Филолошки факултет 1977. године. На истом факултету је и магистрирала (1980. године) и докторирала (1989. године). Од 1978. године ради у Институту за српски језик САНУ на изради и уређењу лексикографског текста вишетомног Речника српскохрватског књижевног и народног језика, а и на другим пројектима Института. Објавила је више од 100 научних радова, 6 монографија, мноштво резимеа и приказа из области лексикологије, лексикографије, семантике, граматике, творбе речи. Учествовала је на бројним научним и стручним скуповима међународног и националног ранга. На Филозофском факултету у Новом Саду, Филолошком факултету у Београду, Истраживачкој станици Петница и на другим трибинама одржала је више предавања по позиву.

## Руководилац пројеката
Била је руководилац пројектима:
- Пројекат Лингвистичка истраживања савременог српског књижевног језика и израда Речника српскохрватског књижевног и народног језика САНУ
- Иницирала и засновала и руководила пројектом: Истраживање словенских говора на Косову и Метохији, који је финансирао УНЕСКО, а који је реализован у Институту у периоду од 2002. до 2003. год.
- Иницирала и засновала и руководила пројектом: Језик и идентитет у Републици Србији, који је финансирао УНЕСКО, а који је реализован у Институту 2008. год.

## Чланство у комисијама и научним телима
Члан је неколико комисија и научних тела:
- Међународна комисија за лексикографију и лексикологију при Славистичком друштву Србије
- Председник лексиколошке комисије Одбора за стандардизацију српског језика
- Члан Синтаксичке комисије Одбора за стандардизацију српског језика
- Чланство у више комисија за избор у научна и истраживачка звање
- Члан Научног већа Института
- Члан Матице српске[5]

Стана Ристић је добитник награде коју истраживачима додељује Министарство науке и заштите животне средине Републике Србије за постигнуте резултате у области Српски језик и књижевност у периоду 2002—2003. године.

### Монографије
- Начински прилози у савременом српскохрватском књижевном језику (лексичко-граматички приступ), Библиотека Јужнословенског филолога, Нова серија, књ. 9, Београд, 1990.
- Реч. Смисао. Сазнање (студија из лексичке семантике), Филолошки факултет Београдског универзитета, Београд, 1999. (у коауторству с М. Радић-Дугоњић)
- Експресивна лексика у српском језику (теоријске основе и нормативно-културолошки аспекти), Монографије 1, Институт за српски језик САНУ, Београд, 2004.
- Раслојеност лексике српског језика и лексичка норма, Монографије 3, Институт за српски језик САНУ, Београд, 2006.
- Модификација значења и лексички модификатори у српском језику, Монографије 10, Институт за српски језик САНУ, Београд, 2009. 978-86-82873-24-2; COBISS.SR-ID 169718796
- О речима у српском језику, Монографије 14, Институт за српски језик САНУ, Београд, 2012. 978-86-82873-33-4; COBISS.SR-ID 189246732

Један је од аутора колективне монографије Савремена српска лексикографија у теорији и пракси, Филолошки факултет, Институт за српски језик, Београд, 2014.

### Научни радови
Стана Ристић у својим бројним научним радовима проблеме језика сагледава са филолошког, лингвистичког, социолингвистичког, функционално-стилског, нормативног, прагматичког и когнитивног аспекта.
- Морфема -тељ у савременом српскохрватском језику, Наш језик XXV/ 4-5, Београд, 1982, 189-230.
- Морфема -тељ у комбинацији са другим суфиксним морфемама, Наш језик XXVI/1, Београд, 1983, 6-24.
- Речце као јединице лексичког система (прагматичко-когнитивни приступ), Лексичко-семантички систем српскохрватског језика, Научни састанак
- Слависта у Вукове дане 22/2, Београд, 1994, 155-161.
- Партикуле и њихови функционални еквиваленти (лексичко-семантичке и функционалне карактеристике), Јужнословенски филолог XLIX, Београд, 1993, 75-93.
- Илокуцијске компоненте у структури лексичког значења партикула,Јужнословенски филолог L, Београд, 1994, 145-154.
- Истраживање прилога за начин у српскохрватском језику, Зборник Матице српске за филологију и лингвистику XXXVI/1, Нови Сад, 1993, 133-142.
- Лексички систем и лексичко значење, Наш језик XXIX/3-4, Београд, 1993, 241-246.
- Конотативни аспекти значења експресивне лексике, Зборник Матице српске за филологију и лингвистику XXXVII/1-2, Нови Сад, 1994, 537-542.
- Лексичке јединице као носиоци стилске информације, Научни састанак слависта у Вукове дане 23/2, Београд, 1995, 53-60.
- Неки аспекти нормирања у лексикографији, Научни састанак слависта у Вукове дане 24/1, Београд, 1995, 233-240.
- Стране речи у описним речницима са аспекта лексичког нормирања, Наш језик XXIX/5, Београд, 1994, 301-305.
- Опсцене речи у Речнику САНУ, Опсцена лексика, Зборник радова, Просвета, Ниш, 1998, 18-28.
- Универбизација као средство експресивизације разговорне лексике,Јужнословенски филолог LI, Институт за српски језик, Београд, 1995, 125-133.
- Нормативност и лексичко нормирање у дескриптивној лексикографији, Наш језик XXX/1-5, Институт за српски језик САНУ, Београд, 1995-1996, 67-75.
- Експресивна и стилска употреба збирних именица са суфиксом -ија, Наш језик XXXI /1-5, Институт за српски језик САНУ, Београд, 1996, 85-95.
- Типови експресивне лексике у савременом српском језику (модел ’особа + психичка или морална особина’), Јужнословенски филолог LII, Институт за српски језик САНУ, Београд, 1996, 57-78.
- Лексичка семантика као одраз човека и његовог језика (на примерима именица ’особа + морална или психичка особина’), Зборник Матице српске за филологију и лингвистику XXXIX/1, Нови Сад, 1996, 99-109.
- Нормативна питања у вези са лексиком разговорног језика, Трећи лингвистички скуп „Бошковићеви дани”, Подгорица, 1997, 223-232.
- Морфолошке и синтаксичке карактеристике неких типова експресивне лексике, Научни састанак слависта у Вукове дане 26/2, Београд, 1997, 207-217.
- Неке карактеристике експресива у делима Стевана Сремца, Књижевно дело Стевана Сремца - ново читање, Зборник реферата са научне конференције одржане у Нишу 15. и 16. новембра 1996, Ниш, 1997, 43-56.
- Неке карактеристике стране лексике у језику предвуковског времена (на корпусу Грађа за речник страних речи у предвуковском периоду, I том - Велимира Михајловића), Научни састанак слависта у Вукове дане 25/2, Београд, 1996, 177-186.
- Маркирани типови лексике у језику предвуковског времена (на корпусу Грађа за речник страних речи у предвуковском периоду, I том - Велимира Михајловића), Српски језик I/1-2, Научно друштво за неговање и проучавање српског језика, Београд, 1996, 118-131.
- Лексика покућства у речнику страних речи предвуковског периода, О лексичким позајмљеницама, Зборник реферата са научног скупа Стране речи и изрази у српском језику, са освртом на исти проблем у језицима националних мањина, Суботица - Београд, 1996, 253-268.
- Лексичка семантика експресивних глагола у савременом српском језику, Зборник Матице српске за филологију и лингвистику XL/1, Нови Сад, 1997, 167-176.
- Примена теорије језичке личности у језичким истраживањима, Наш језик XXXII/1-2, Институт за српски језик САНУ, Београд, 1997, 73-87.
- , , , 1997, 433-442.
- Konceptualizacija nekih reči iz sfere duhovnosti nosilaca srpskog jezika, Slowo i czas, Uniwersytet Opolski – Instytut Filologii Polskiej, Opole, 1997, 58-66.
- Партикула само у светлу теорије интегралног описа језика, Научни састанак слависта у Вукове дане 27/2, Београд, 1998, 229-238.
- Значење речи дух и душа у савременом српском језику, Наш језик XXXII/3-4, Институт за српски језик САНУ, Београд, 1998, 168-178.
- Когнитивни аспект проучавања партикула, Актуелни проблеми граматике српског језика, Зборник са међународног научног скупа, Суботица - Београд, 1999, 147-152 (у коауторству са М. Радић-Дугоњић).
- Концептуальный анализ имени душа в русском и сербском языках и переводная лексикография, Седмой международный симпозиум МАПРЯЛ 98, Велико Тырново, 1999, 238-247 (у коауторству са М. Радић Дугоњић).
- Категорија очекиваности у неким лексичком и граматичким јединицама, Научни састанак слависта у Вукове дане 28/2, Београд, 1999, 159-166.
- Концептуализација значења речи душа у савременом српском језику, Зборник са Четвртог лингвистичког скупа „Бошковићеви дани”, Подгорица, 1999, 133-144.
- Неке карактеристике придева с префиксима о- и по- у савременом српском језику, Наш језик XXXIII/1-2, Београд, 1999, 53-63.
- Структура концепта слова и ее применение в дескриптивной и переводной лексикографии, За думите и речниците, Лексикографски и лексиколожки чтения ’98, Българско лексикографско дружество, Институт за български език при БАН, София, 2000, 42-52 (у коауторству са М. Радић-Дугоњић).
- Конкуренција неких лексичких и граматичких средстава у градирању прагматичке квантификације, Научни састанак слависта у Вукове дане 29/1, Београд, 2000, 223-233.
- Експресивна лексика у најновијем омладинском жаргону и у савременом српском језику, Наш језик XXXIII3-5, Београд, 2000, 73-88.
- Теорија интегралног описа језика Ј. Д. Апресјана, Лингвистичкеактуелности VI, Београд, 2001, 17-32 (прегледни рад у коауторству с М. Радић-Дугоњић, електронска верзија).
- Актуелни аспекти експресивизације и еуфемизације у савременом српском језику, Научни састанак слависта у Вукове дане 30/1, Београд, 2002, 167-178.
- Погрдни експресиви у часопису Скоротеча 1844. год. (социолингвистички и лингвокултуролошки приступ), Српски језик V/1-2, Научно друштво за неговање и проучавање српског језика, Београд, 2000, 293-307.
- Експресивна лексика - из историје српског језика, Јужнословенски филолог LVI/3-4, Београд, 2000, 951-964.
- Могућности употребе речника у настави, Књижевност и језик XLVIII/1-2, Београд, 2001, 85-97.
- Експресивна лексика у дескриптивном речнику, Дескриптивна лексикографија стандардног језика и њене теоријске основе, Зборник са Међународног научног скупа о лексикографији и лексикологији, Нови Сад - Београд, 2002, 89-102.
- Лексикографски метајезик и српска дескриптивна лексикографија, Научни састанак слависта у Вукове дане 31/2, Београд, 2003, 119-130.
- Информације о граматичкој и лексичкој спојивости у дескриптивном речнику, Наш језик XXXIV/1-2, Београд, 2001, 131-140.
- Именички експресиви у српском језику ( тип ’особа + спољашња особина’), Словянський збырник, Випуск VIII, Филологичний факультет, Одеса, „Астропринт”, 2001, 63-70.
- Српски књижевни језик у граматичком опису Љубомира Стојановића, Љубомир Стојановић - живот и дело, Зборник са научног скупа, Учитељски факултет, Ужице, 2002, 265-276.
- Неки аспекти функционалног раслојавања језика на лексичком нивоу, Научни састанак слависта у Вукове дане 32/1, Београд, 2004, 147-158.
- Основни принципи Михаила Стевановића у представљању јединица лексичког система, Живот и дјело академика Михаила Стевановића, зборник са научног скупа, ЦАНУ, Подгорица, 2002, 111-124.
- Улога конкуренције у регулисању лексичке и функционално-стилске норме, Конкуренција језичких средстава и језичка норма, Зборник са скупа: Пети лингвистички научни скуп Бошковићеви дани: Подгорица, 2003, 195-206.
- Национална етика и култура у концептима неких речи српског језика, Зборник Матице српске за славистику 63, Нови Сад 2003, 237-253.
- Приступ граматичким речима у лексикографском и теоријском раду Михаила Стевановића, Гласник, књига 21, ЦАНУ, 2003, 61-72.
- Још нека запажања о негацији и негираним именицама, Научни састанак слависта у Вукове дане 33/1, Београд, 2004, 99-110.
- Партикуле као јединице семантичке кохезије, Српски језик, Научно друштво за неговање и проучавање српског језика, Београд, 2004, 505-514.
- Деминутиви са суфиксима –че и -(ч)ић (у коауторству са Бојаном Милосављевић и Владаном Јовановић), Српски језик X/1-2, Научно друштво за неговање и проучавање српског језика, Београд, 2005, 597-616.
- Лексичко нормирање и стандардизација језика, Шести лингвистички научни скуп „Бошковићеви дани“, Подгорица, 2005, 51-65.
- Партикуле као речи у функцији метатекстуалних оператора (наводно, буквално, дословно, једноставно, просто, напросто), Научни састанак слависта у Вукове дане 35/1, Београд, 2006, 205-216.
- Партикула све у српском језику (опште карактеристике и функција интензификације), Српски језик, X/1-2, Научно друштво за неговање и проучавање српског језика Београд, 2005, 199-210.
- Семантички пасив у деривираним метонимијским значењима глагола са улогом доживљавача (на примерима деривираних значења глагола физичког деловања типа: стезати, стискати, притискати и давити), Зборник Матицесрпске за славистику 71-72, Нови Сад, 2007, 445-459; UDC 811.163.41’367.332.3; YU ISSN 0352-5007 / UDK 880.1.+881 (05)
- Концепт емоције ’стида’ у српском језику, Когнитивнолингвистичка проучавања српског језика, Српски језик у светлу савремених лингвистичких теорија, књига 1, Уредник, П. Пипер, САНУ, Одељење језика и књижевности, Београд, 2006, 261-282.
- Глаголи говорења у функцији метајезичких модификатора, Наш језик, XXXVІІ/1-4, Београд, 2006, 15-24; ISSN 0027-8084; COBISS.SR.-ID 615951
- Глаголи говорења у функцији локутивних карактеризатора говорног поступка, Зборник за филологију и лингвистику Матице српске 50, Нови Сад, 2007, 791-802.
- , , № 6, Москва, 2006, 77-81.
- Стереотип о Грцима у српском језику, Гласник Етнографског института LIV, Београд, 2006, 47-55.[10]
- Граматичке карактеристике партикуле све са значењем очекиваности, Српски језик XI/1-2, Београд, 2006, 173-186; UDK 811.163.41; ISSN 0354-9259; COBISS.SR-ID 140692487;
- Прва лексикографска школа у Институту за српски језик САНУ, Шездесет година Института за српски језик САНУ : зборник радова 1, Институт за српски језик САНУ, Београд, 2007, 131-149; УДК 811. 1’63.4’374; 811. 163. 41-119;.  978-86-82873-15-0; COBISS. SR – ID 145323020
- Неки аспекти граматичког и семантичког статуса заменичких речи, Научни састанак слависата у Вукове дане 36/1, Београд, 2007, 111-122; УДК 811.163.41’34; ISSN 0351-9066;.  978-86-86419-17-8 неважећи ; COBISS.SR-ID 133418508
- A Lexicographical Treatment of Serbian Modal Verbs, Лексикографията и лексикологията в съвременния свят, Велико Търново, 2007, 137-148, у коауторству са И. Коњик и Б. Милосављевић, Зборник са међународног научног скупа
- Асоцијативно поље граматичких речи у српском, руском и бугарском језику (на примерима прилога: срп. заједно, много, рус. вместе, много и буг. заедно, много), предато за штампу ЗборникаМатице српске за славистику, 73, Нови Сад, 2008, 367-386. YU ISSN 0352-5007 / UDC 821.16+811.16(05).
- Лексичкосемантичке карактеристике асоцијативног поља прилога степена и скупности у српском, руском и бугарском језику (на пример прилога срп. много и заједно, рус. много и вместе и буг. много и заедно), Семантичкапроучавања српског језика, Српски језик у светлу савремених лингвистичких теорија, књига 2, САНУ, Београд, 2008, 317-336.  978-86-7025-456-5 COBISS.SR-ID 147854860
- Лексичко-граматичке карактеристике заменице ја са аспекта вербалних асоцијација, Научни састанка слависата у Вукове дане 37/1, Београд, 2008, 75-86.
- Корпус Речника српскохрватског књижевног и народног језика САНУ са аспекта репрезентативности за савремени српски језик, Српски језик у (кон)тексту, Књига 1, ФИЛУМ, Крагујевац, 2008, 407-427.
- Прилог постепено као лексички квантификатор, Јужнословенски филолог LXIV, САНУ, главни уредник Предраг Пипер, Српска академија наука и уметности и Институт за српски језик САНУ, Београд, 2008, 401-417. – УДК 811.163.41’367.623; ID 154035980; COBISS. SR-ID 615183
- Преглед најновији творбених процеса (по врстама речи), Српски језик XIV/1-2, Београд, 2009, 77-90; COBISS.SR-ID140692487
- Речи са негацијом у дијалекатском речнику Загарача, Зборник Института за српски језик САНУ І, посвећено др Драгу Ћупићу, Институт за српски језик САНУ, Београд, 2008, 521-528 (објављен 2009).  978-86-82873-21-1. COBISS.SR-ID 154724364
- Творба нових речи од властитих именица, Славистика, Књига XІІІ, Славистичко друштво Србије, Београд, 2009, 307-315; ISSN 1450-5061; COBISS.SR-ID 130380039
- О лексикографским поступцима у обради граматичких речи удескриптивном речнику, Седми лингвистички скуп „Бошковићеви дани“, Радови са научног скупа, Подгорица, 2008 (објављено 2009), 29-49.  978-86-7215-214-2; COBISS.CG-ID 13413904
- Неке најновије појаве у развоју лексике српског језика (на примеру твореница са префиксима не- и анти-), Научни сасатанак слависата у Вукове дане 38/1, Београд, 2009, 27-41; 811.163.41’373;.  978-86-86419-74-3;COBISS.SR-ID 168907020.
- Сложенице у корпусу нових речи са творбеним елементима у значењу квантификације, Српски језик у употреби, Књига 1, ФИЛУМ, Крагујевац, 2009, 125-139;.  978-86-85991-13-4; COBISS.SR-ID 170711308
- Grammatical-communicative status of particles in the serbian language, Kategorie w języku. Język w kategoriach, Wydawnictwo Uniwersytetu Śląskiego, Katowice, 106-114. ISSN 0208-6336-. 2009.  978-83-226-1764-9.
- Статус црквене лексике у корпусу савременог српског језика (на примеру Речника САНУ), Српска теологија данас : зборник радова првог годишњег симпосиона одржаног на православном богословском факултету, 2009, уредникБогољуб Шијаковић, књ. 1, Институт за теолошка истраживања Православног богословског факултета, Београд, 2010, 451-459, ISSN 2217-2491, COBISS.SR-ID 175549196
- Актуелни процеси у промени значења лексике српског језика, Научни састанак слависта у Вукове дане, 39/1, Филолошки факултет, Београд, 2010, COBISS.SR-ID 177339148
- Корпус „живог језика“ и његов значај за изучавање језичких појава, Српски језик, књижевност, уметност : зборник радова са међународног научног скупа одржаног на Филолошко-уметничном факултету у Крагујевцу (30-31. 10. 2009). Књ.1, Језички систем и употреба језика одговорни уредник Милош Ковачевић, ФИЛУМ, Крагујевац, 2010, 109-114. - COBISS.SR-ID 179127308
- Теорија интегралног описа и системске лексикографија Ј. Д. Апресјана, Зборник Матице српске за славистику 77, Нови Сад, 2010 119-134. - YU ISSN 0352-5007 / UDC 821.16+811.16(05).
- Diskurs psovki u srpskom jeziku, Diskurs i diskursi : zbornik radova u čast Svenki Savić, urednik Vera Vasić, Filozofski fakultet, Novi Sad, 2010, 195-212. -.  978-86-6065-051-3; COBISS.SR-ID 259085575[11]
- Стварност и мит у лексици поезије Даринке Јеврић, Косово и Метохије у цивилизацијским токовима, Међународни трматски зборник, Књига 1: Језик и народна традиција, главни и одговорни уредник Драги Маликовић; уредник прве књиге Софија Милорадовић, Косовска Митровица: Филозофски факултет Универзитета у Приштини, 2010, 265-274. – УДК 821.163.41.09-1811.163.41’373(497.115),.  978-86-80273-50-1;.  978-86-80273-49-5; COBISS.SR-ID 180549388
- Предлог за модернизацију рада на речнику САНУ, у коауторству са Ненадом Ивановићем, Граматика и лексика у словенским језицима : зборник радова с међународног симпозијума / главни уредник Срето Танасић. – Нови Сад: Матица српска; Београд : Институт за српски језик САНУ, 2011, 529-553. –УДК: 811.163.41’374(038); 811.163.41:811.16(082); 811.163.41’367(082);.  978-86-82873-32-7; COBISS.SR-ID 185818636.
- Корпус савременог српског језика и језичко нормирање, Научни састанак слависта у Вукове дане, 40/1, МСЦ, Филолошки факултет у Београду, Београд, 2011, 329-340. 811.163.41’26; 811.163.41 (091)(082); 811.163.41’26(082);.  978-86-6153-040-1; COBISS.SR-ID 185945868.
- Глаголи визуелне перцепције у српском језику, Српски језик, књижевност, уметност: зборник радова са међународног научног скупа одржаног на Филолошко-умезничном факултету у Крагујевцу (29-30. 10. 2010). Књ.1, Књижевни (стандардни) језик и језик књижевности / одговорни уредник Милош Ковачевић, ФИЛУМ, Крагујевац, 2011, 33-41. – УДК 811.163.41’367.625; 811.163.41’282.3(082); 811.163.41’373(082); 81’27(082);.  0978-86-85991-35-6 неважећи  (ФФ); COBISS.SR-ID 186957324 М14
- № 6, Москва, 2011, 33-40; ISSN 0132-1366
- Глаголи са значењем постепености, Зборник за филологију и лингвистику Матице српске LIV/2; ур. Јасмина Грковић Мејџор, Матица српска, Нови Сад, 2011, 147-159.
- Семантички аспекти учесталости код глагола, Лексикологија, ономастика, синтакса, Зборник у част Гордани Вуковић, (уредници В. Ружић, С. Павловић), Филозофски факултет, Нови Сад, 2011, 369-381;.  978-86-6065-099-5; COBIS.SR–ID 268560391
- Дигитализација грађе и унапређење рада на Речнику српскохрватског књижевног и народног језика САНУ, у коауторству (С. Ристић, Т. Самарџић, Н. Ивановић, А. Марковић, М. Јакић), Лингвистичке актуелности 19, Београд, 2011; ISSN 1450-9083, UDK 801.
- Израда нормативног речника савременог српског језика, Научни састанак слависта у Вукове дане 41/1: „Српски језик и његове норме“, МСЦ, Филолошки факултет у Београду, Београд, 2012, 5-17. 811.163.41’374;.  978-86-6153-084-5; COBISS.SR-ID 193083660; UDK 80; ISSN 0351-9066
- Корпус српског језика у Рјечнику ЈАЗУ – филолошки програм Ђуре Даничића, Структурне карактеристике српског језика, Књ.1, Српски језик, књижевност, уметност: зборник радова са међународног научног скупа одржаног на Филолошко-уметничном факултету у Крагујевцу (28-29. 10. 2011) уредник Милош Ковачевић/, Крагујевац: ФИЛУМ, 2012, 13-21.  978-86-85991-42-4 (ФФ); COBISS.SR-ID 194254092[12]
- Улога творбе у концептуализацији појма ВИЂЕЊЕ у језичкој слици света српског народа, Творба речи и њени ресурси у словенским језицима : зборник радова са четрнаесте међународне научне конференције Комисије за творбу речи при Међународном комитету слависта / главни уредник Рајна Драгићевић /Београд : Филолошки факултет Универзитета у Београду, 2012, 711-726.  978-86-6153-116-3 ; COBISS.SR-ID 193699084
- Концепт лепоте у Андрићевим приповеткама (Аникина времена, Јелена, жена које нема, Мост на Жепи), Ivo Andrić – Literat und Diplomat im Schatten Zweier Weltkriege (1925–1941) / Ivo Andrić – knjićevnog i diplomata u sjeni dvaju svjetskih ratova (1925–1941), Andrić Initiative 5, ur. Branko Tošović, Institut für Slawistik der Karl-Franzens-Universität Graz, Beogradska knjiga, Graz–Beograd, 535–554. 2012.  978-3-9503053-7-1.
- Особине стереотопа МАЈКА на материјалу тезаурусног речника савременог српског језика, Українська і слов’янська тлумачна та перекладна лексикографія, Леонідовы Сидоровичу Паламарчукові, Національна академія наук України, Iнститут української мови, Київ, 381–390; ББК 81.2Слов-4. 2012.  978-966-16-7314-3.
- Лингвистички аспекти назива јавно односно народно здравље (у коауторству са Иваном Лазић Коњик), Наш језик XLIII/3–4, 2012, 21–25; ISSM0027-8084.[13]
- Значај дигитализације језичких ресурса Речника САНУ за развој науке и очување културне баштине (у коауторству са Н. Ивановићем, М. Јакић, А. Марковић и Т. Самарџић), зборник радова са скупа Дигитализација културне и научне баштине, универзитетски репозиторијуми и учење на даљину, Књ. 3:Дигитални извори у друштвено-хуманистичким истраживањима (ур. проф. др Александра Вранеш, проф. др Љиљана Марковић, проф. др Гвен Александер), Београд 2012: Филолошки факултет Универзитета у Београду – УниверзитетЕмпориа, Канзас – Народна библиотека Србије (pp. 79–108), УДК 004:811.163.41’374(038);.  978-86-6153-108-8; COBISS.SR-ID 193527308
- Пројекат Лингвистичка истраживања савременог српског књижевног језика[14] и израда Речника српскохрватског књижевног и народног језика САНУ, текст за сајт Института за српски језик САНУ